# 隆背骨尾魚
隆背骨尾魚（學名：Gila cypha）為輻鰭魚綱鯉形目雅羅魚科骨尾魚屬的其中一種，被IUCN列為瀕危保育類動物，分布於北美洲美國懷俄明州、科羅拉多州、亞利桑納州、猶他州的科羅拉多河上游流域，本魚體延長且側扁，尾柄長，尾鰭大且分叉，嘴近端位，眼小，側線鱗73-90枚，背部隆起，體上半部橄欖綠、下部銀白色，背鰭鰭條9枚，臀鰭鰭條10枚，體長可達38公分，棲息在水流快速、岩石底質的溪流等中層水域，以無脊椎動物及其他魚類為食，繁殖期四至六月，因水壩的建設導致族群數量減少。

## 扩展阅读
維基物種上的相關：隆背骨尾魚